# Равлик лисуватий
Ра́влик лисува́тий (Euomphalia strigella) — вид наземних молюсків класу Черевоногих (Gastropoda) підкласу легеневих (Pulmonata) родини кущанкових (Hygromiidae).

## Опис черепашки

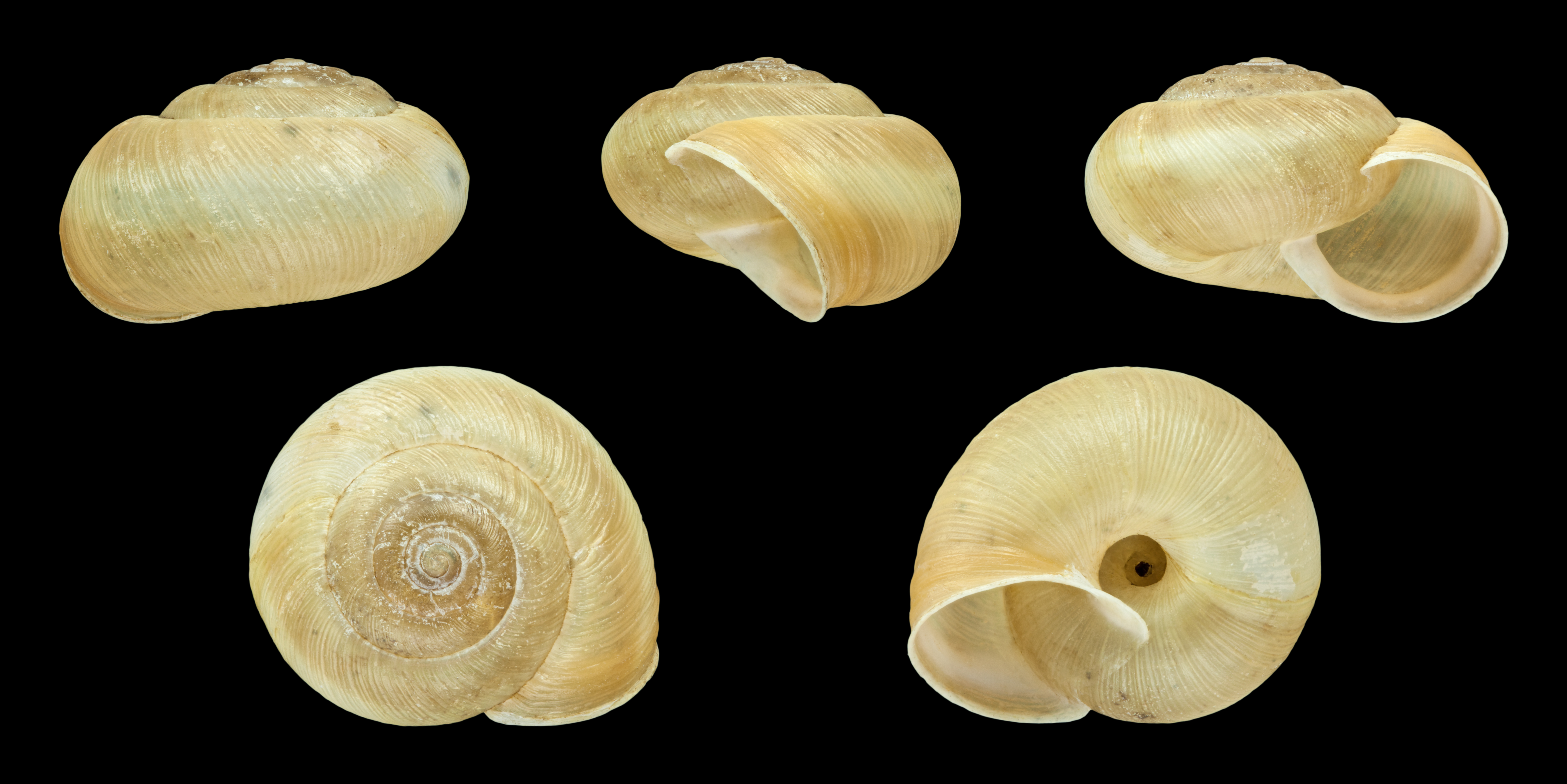

З цим видом можна інколи сплутати молодих особин Fruticicola fruticum (якщо в останніх немає темної спіральної смуги на черепашці). Проте черепашки згаданих видів досить легко відрізняються за характером поверхневої скульптури. У E. strigella радіальні зморшки значно грубші, на останньому оберті часто присутні хаотично розташовані невеликі вм'ятини; якщо присутні фрагменти спіральних ліній, вони ніколи не бувають такими чіткими та не розташовуються так правильно, як у F. fruticum.

## Можливі помилки у визначенні
Набагато частіше молодих особин E. strigella з нестертими волосками на черепашках помилково приймають за Pseudotrichia rubiginosa. Проте в E. strigella оберти наростають значно швидше, на стадії 4 обертів ширина черепашки не менше 7-7,5 мм, а на стадії 5 обертів — не менше 10-12 мм. У P. rubiginosa вказані параметри не перевищують відповідно 6 та 9 мм.

## Розповсюдження
Досить широко розповсюджений у межах Європи, основна частина ареалу — в Центральній Європі. Широко розповсюджений на території України; відсутній у Криму.

## Екологія
Заселяє широкий спектр біотопів — від лісів і парків до сухих схилів з розрідженою деревно-чагарниковою рослинністю.